# T+pazolite
Tomoyuki Hamada, más conocido como t+pazolite, es un productor de J-core y un miembro del círculo HARDCORE TANO*C. Es conocido por su estilo de música caótico y su uso abundante de samples. Es el propietario de la marca C.H.S (Cutie and Headshaking Sounds) al igual que de su submarca Movement on the FLOOR, la cual está enfocada en colaboraciones con SOUND VOLTEX y otros juegos de ritmo. También colabora frecuentemente con otros artistas de la escena,[¿cuál?] mayoritariamente con Roughsketch y C-Show. Hamada ha contribuido a muchos juegos de ritmo tanto de Konami como de fuera de la compañía, como por ejemplo CHUNITHM, GROOVE COASTER, maimai o lanota.
Originalmente interpretaba canciones de Touhou Project, sus primeras canciones se inclinaban al Happy hardcore, Frenchcore o Speedcore, generalmente mezclando conceptos de etapas románticas y utilizando muchos samples de dibujos animados, al igual que muchos instrumentos poco comunes. A lo largo de su carrera ha tocado prácticamente todos los géneros del espectro de la música electrónica, incluso haciendo Psy-Trance, Trap (música), Twerk o Future Bass. Ha expresado también que posee una conexión especial con la música denpa, a veces trabajando con RIZNA y Nanahira.
Su nombre artístico, "t+pazolite", se pronuncia "topazolite", haciendo referencia a la topazolita, una variedad amarillo-verdosa del mineral andradita.

## Canciones para Konami
| Canción                                  | Artista                                | Juego                                  | Género                | Composición | Arreglos |
| ---------------------------------------- | -------------------------------------- | -------------------------------------- | --------------------- | ----------- | -------- |
| 256*256                                  | 青龍 y t+pazolite                      | REFLEC BEAT plus                       | -                     | ✓           | ✓        |
| Angelic Jelly                            | t+pazolite                             | MÚSECA                                 | Happy hardcore        | ✓           | ✓        |
| Antigravity                              | t+pazolite                             | beatmania IIDX 25 CANNON BALLERS       | Hardcore, Speed dance | ✓           | ✓        |
| CENSORED!!                               | t+pazolite                             | MÚSECA / SOUND VOLTEX III GRAVITY WARS | -                     | -           | ✓        |
| Crack Traxxxx                            | Lite Show Magic (t+pazolite vs C-Show) | SOUND VOLTEX II -infinite infection-   | -                     | ✓           | ✓        |
| Daily Lunch Special (tpz Overcute Remix) | t+pazolite                             | SOUND VOLTEX II -infinite infection-   | -                     | -           | ✓        |
| Electric "Sister" Bitch                  | t+pazolite                             | SOUND VOLTEX II -infinite infection-   | -                     | -           | ✓        |
| Garakuta Doll Play                       | t+pazolite                             | maimai                                 | -                     | ✓           | ✓        |
| Juggler's Maddness                       | Lite Show Magic                        | SOUND VOLTEX IV HEAVENLY HAVEN         | -                     | ✓           | ✓        |
| lEyl                                     | t+pazolite con incl*incr               | SOUND VOLTEX VIVID WAVE                | -                     | ✓           | ✓        |
| Make Magic                               | Lite Show Magic                        | SOUND VOLTEX IV HEAVENLY HAVEN         | -                     | ✓           | ✓        |
| OTENAMI Hurricane                        | t+pazolite                             | beatmania IIDX 24 SINOBUZ              | Pop, breakcore        | ✓           | ✓        |
| Renegade Fruits                          | t+pazolite                             | SOUND VOLTEX III GRAVITY WARS          | -                     | ✓           | ✓        |
| Tomorrow Perfume (tpz Despair Remix)     | t+pazolite                             | SOUND VOLTEX BOOTH                     | -                     | -           | ✓        |
| TRICKL4SH 220                            | Lite Show Magic                        | SOUND VOLTEX IV HEAVENLY HAVEN         | -                     | ✓           | ✓        |
| UMMU                                     | t+pazolite                             | beatmania IIDX 25 CANNON BALLERS       | OSHARave              | ✓           | ✓        |
| Yum Yum Sweetie                          | t+pazolite                             | NOSTALGIA (ノスタルジア)               | -                     | ✓           | ✓        |
| ケムマキunderground                      | t+pazolite con Rizuna                  | SOUND VOLTEX IV HEAVENLY HAVEN         | -                     | -           | ✓        |

## Discografía

### Álbumes
- for the Lunatix (2005)
- Unlimited Spark! (2006)
- GottaMaze ～ゴタマゼ～ (2007)
- Neetmania (2007)
- UltraCute!? (2008)
- GottaMaze2 (2009)
- Unconnected. (2009)
- 108 Sketches (2009, con RoughSketch)
- RESetup; (2010)
- Honey I Scream! (2010)
- 108 Sketches 2 (2010, con RoughSketch)
- Samplejunk (2011)
- Songs For X Girlz (2011)
- Ultra Cutie Breakin'!!!! (2012)
- So Many Materials (2012)
- Answer From X Girlz (2012)
- 108 Sketches 3 (2013, con RoughSketch)
- Beauty-Noizy-Orient (絢爛喧騒オリエント kenran kensou oriento?) (2013)
- Ibun Denshou a La Carte (異聞伝承アラカルト ibun denshou arakaruto?) (2014)
- 108 Sketches 4 (2015, con RoughSketch)
- Ponko2 Girlish (2015)
- TRI▼FORCE (2016, con aran y Massive New Krew)
- 108 Sketches 5 (2017, con RoughSketch)
- We are "Lite Show Magic" (2017, como Lite Show Magic)
- Good Evening, HOLLOWood (2017)
- See you Again, HOLLOWood (2018)
- REALLY Don't Waste Me! (2019)
- Refactoring Travel (リファクタリング・トラベル rifakutaringu toraberu?) (2019)
- Without Permission (2020)
- Heartache Debug (ハートエイク・デバッグ haatoeiku debaggu?) (2021)
- Screamin' Showcase (2021)
- Fake circus (2023)

### Álbumes recopilatorios
- CUTiE*cutie 2 in 1 (2014)
- The Best of tpz 2 the BEST!!! (ザ・ベスト・オブ・トパゾ・ザ・ベスト za besuto obu topazo za besuto?) (2016)

### EP
- Cutie Breaks E.P. (2011)
- Hommaging Greats (2011)
- Lite Show Magic E.P. (2013, como Lite Show Magic)
- Don't waste me! E.P. (2015)
- I WANNA WANNA WANNA REMIX!!! e.p. (2018)
- juiCy fruiTs (2019, como Lite Show Magic)
- NGHTSHFT (2020)

### Singles
- Virtual Pilgrim (2017, como Lite Show Magic)
- Duello (2018, con Cranky)
- HYPER4ID (2018)
- Hanavision (2020)
- Mood Breaker (2020)
- The Dummies (2022)